# 牛久 (市原市)
牛久（うしく）は、千葉県市原市の南総地区にある大字。市原市役所南総支所が置かれている。郵便番号は290-0225。

## 概要
市原市南部の南総地区にある。市原市役所南総支所、千葉銀行や千葉信用金庫の支店があるなど、地区の中心をなしている。そのため、地区の中では、比較的建物が目立つ景観となっている。アメダス観測所があるためニュースで取り上げられることがあるが、茨城県の牛久と間違えられやすいので「牛久（千葉県）」と表記される。小湊鐵道の駅名も、常磐線の牛久駅と区別するため「上総牛久」となっている。

## 地理
西側が養老川により区画されている。飛び地がある(上原の西)。北や西は佐是や米沢、東は安久谷、南は中と接する。

## 歴史

### 地名の由来
「憂処（うしく）」で、豪雨時に川が氾濫するような不安定な土地を意味する。

### 沿革
戦国時代には既に表記が確認されている。江戸時代は市原郡に属する村の一部であった。1967年の市町村合併によって、市原市の一部となった。

#### 年表
- 1967年10月1日 -  加茂村と共に合併市原市の一部となった。

## 世帯数と人口
2022年（令和4年）4月1日現在の世帯数と人口は以下の通りである。
| 町丁字 | 世帯数  | 人口    |
| ------ | ------- | ------- |
| 牛久   | 952世帯 | 1,810人 |

## 通学区域
市立小学校・市立中学校及び県立高等学校の通学区域は以下の通りである。
| 町丁字 | 番地 | 小学校             | 中学校             | 高等学校 |
| ------ | ---- | ------------------ | ------------------ | -------- |
| 牛久   | 全域 | 市原市立牛久小学校 | 市原市立南総中学校 | 第9学区  |

## 施設
- 小湊鉄道小湊鉄道線上総牛久駅
- 千葉県立市原高等学校
- 市原市役所南総支所
- 千葉銀行牛久支店
- 千葉信用金庫牛久支店
- Tマート

## 交通

### 鉄道
小湊鉄道小湊鉄道線上総牛久駅

### バス
運営会社は小湊鉄道長南営業所
| 系統       | 経由                           | 行き先                         | 参考 |
| ---------- | ------------------------------ | ------------------------------ | ---- |
| 牛09       |                                |                                |      |
| 牛05       | 循環器病センターを経由しません | 大多喜、市原鶴舞バスターミナル |      |
| 牛01、茂28 | 安久谷、内田                   | 長南営業所、茂原駅南口         |      |
| 牛06,07,08 | 循環器病センター               | 大多喜、市原鶴舞バスターミナル |      |
| 牛04       | 循環器病センター               | 湯原、里見                     | 廃止 |

### 道路
- 国道
  - 国道297号（大多喜街道）
  - 国道409号（房総横断道路）
- 県道
  - 千葉県道81号市原天津小湊線
  - 千葉県道284号鶴舞牛久線
- 主な市道
  - なし